# Pycnoderes balli
Pycnoderes balli är en insektsart som beskrevs av Knight 1926. Pycnoderes balli ingår i släktet Pycnoderes och familjen ängsskinnbaggar. Inga underarter finns listade i Catalogue of Life.